# فريدي شارب
فريدي شارب (بالإنجليزية: Freddie Sharpe)‏ هو لاعب كرة قدم بريطاني، ولد في 6 نوفمبر 1937 في بروكلي ‏ في المملكة المتحدة. لعب مع توتنهام هوتسبير ونادي ريدنغ ونورويتش سيتي.